# Louis Stuijt

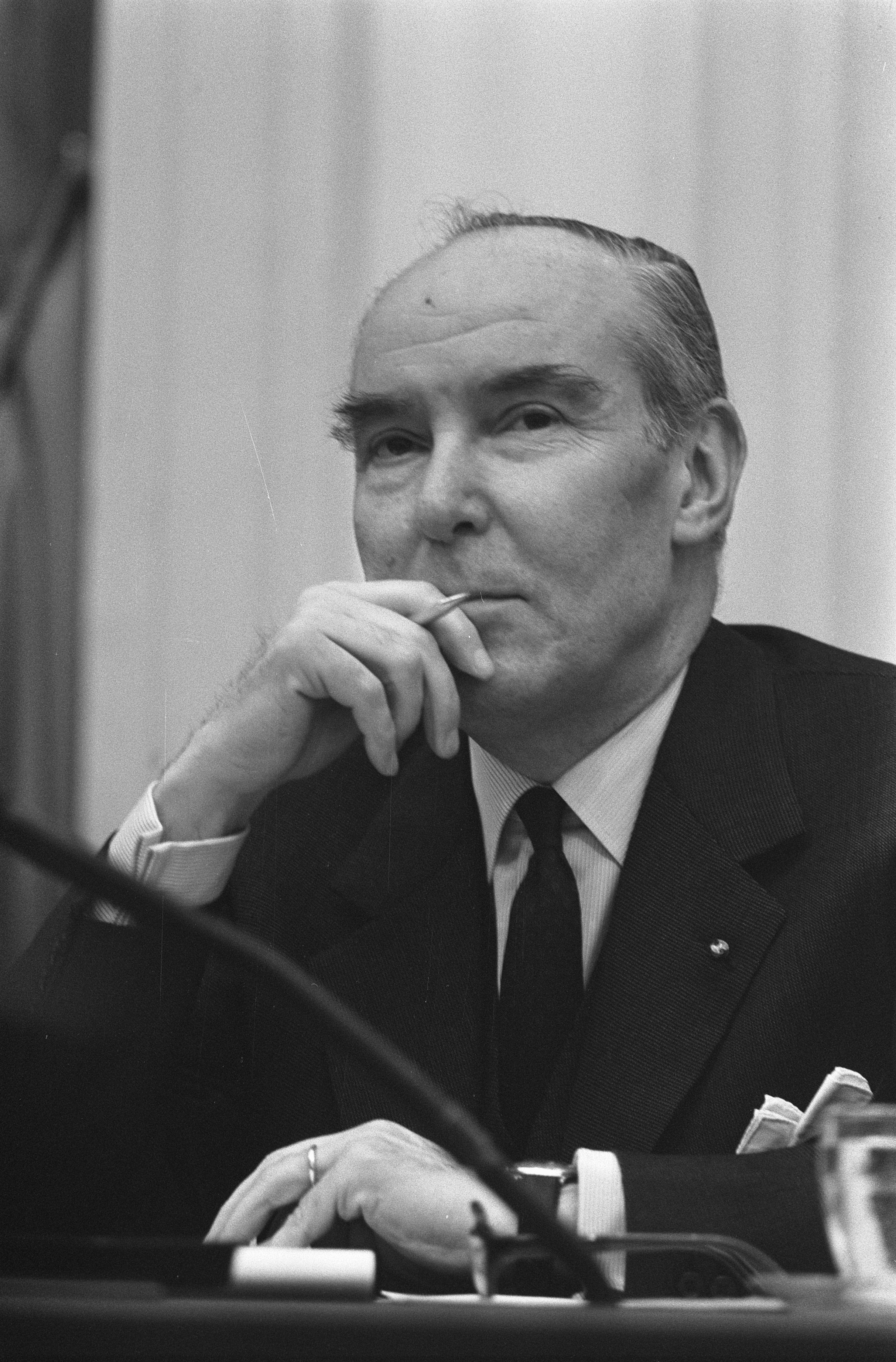
Louis Stuijt (1973)

Lodewijk „Louis“ Benedictus Johannes Stuijt (abweichende Namensschreibweise: Stuyt; * 16. Juni 1914 in Amsterdam; † 30. Oktober 2000 in Den Haag) war ein niederländischer Arzt und Politiker der Katholieke Volkspartij (KVP), der zwischen 1971 und 1973 Minister für Gesundheit und Umwelt im Kabinett von Ministerpräsident Barend Biesheuvel war. Der Internist war der erste Arzt, der ein Ministeramt in den Niederlanden übernahm und zugleich der erste Minister des Landes, der speziell für Umweltschutz zuständig war. Als solcher brachte er 1972 einen Dringlichkeitshinweis zum Umweltschutz heraus, worin eine erste Auflistung von Umweltproblemen dargestellt wurde. Des Weiteren legte er als Gesundheitsminister zusammen mit Justizminister Dries van Agt einen breit aufgestellten Gesetzentwurf zum Schwangerschaftsabbruch vor. Später war er zwischen 1980 und 1984 noch Mitglied des Staatsrates im außerordentlichen Dienst (Staatsraad in buitengewone Dienst).

## Leben

### Studium und Arzt
Stuijt, Sohn eines Architekten, begann nach dem Schulbesuch ein Studium der Medizin an der Universität von Amsterdam, das er am 1. Juli 1942 mit dem ärztlichen Examen beendete. Im Anschluss begann er seine berufliche Laufbahn am 15. September 1945 als Assistenzarzt für pathologische Anatomie am römisch-katholischen H. Johannes de Deo-Krankenhaus in Den Haag, ehe er am 1. September 1945 als Assistenzarzt für innere Medizin an das Binnengasthuis-Krankenhaus nach Amsterdam wechselte und dort bis zum 1. November 1947 tätig war. Während dieser Zeit schloss er am 1. Juni 1947 an der Universität von Amsterdam seine Promotion zum Doktor der Medizin mit einer Dissertation zum Thema Betekenis van de lymphklierfunctie voor de diagnostiek van perifere lymphklierzwellingen ab.
Danach wurde Stuijt am 1. Juni 1947 Oberleutnant zur See im ärztlichen Dienst der Königlichen Marine (Koninklijke Marine) in Niederländisch-Indien und wirkte dort bis zum 1. Juni 1950 als Leiter der Abteilung für Innere Medizin am Marinehospital in Surabaya sowie Internist im Feldlazarett der Marineinfanterie-Brigade in Djatiroto.
Nach seiner Rückkehr arbeitete er zunächst zwischen dem 1. Juni und dem 1. Oktober 1950 erneut als Internist am Binnengasthuis-Krankenhaus in Amsterdam, ehe er vom 1. Januar 1951 bis Juli 1971 Leiter der Abteilung für innere Medizin am H. Johannes de Deo-Krankenhaus in Den Haag war.

### Minister und Staatsrat

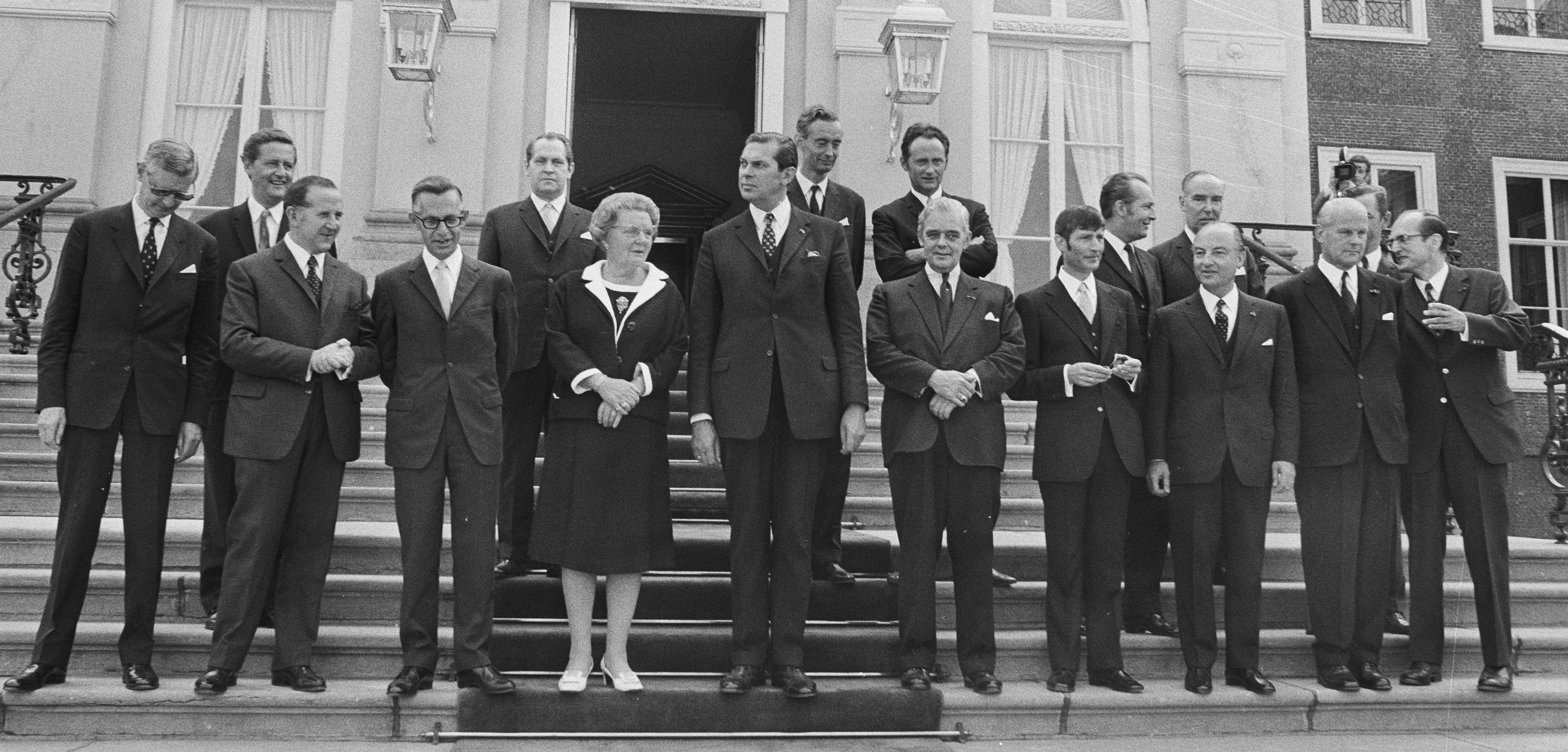
Louis Stuijt (hintere Reihe, 1. von rechts) mit dem Kabinett Biesheuvel beim Amtsantritt mit Königin Juliana am 6. Juli 1971

Am 6. Juli 1971 wurde Stuijt, der erst kurz zuvor Mitglied der Katholieke Volkspartij (KVP) geworden war, von Ministerpräsident Barend Biesheuvel als Minister für Volksgesundheit und Umweltschutz (Minister van Volksgezondheid en Milieuhygiëne) in dessen Kabinett berufen, dem er bis zum 11. Mai 1973 angehörte.
Der Internist war der erste Arzt, der ein Ministeramt in den Niederlanden übernahm und zugleich der erste Minister des Landes, der speziell für Umweltschutz zuständig war. Als solcher brachte er 1972 einen Dringlichkeitshinweis zum Umweltschutz heraus, worin eine erste Auflistung von Umweltproblemen dargestellt wurde. Des Weiteren legte er als Gesundheitsminister zusammen mit Justizminister Dries van Agt einen breit aufgestellten Gesetzentwurf zum Schwangerschaftsabbruch vor.
Für seine Verdienste als Arzt und Minister wurde ihm am 8. Juni 1973 das Ritterkreuz des Orden vom Niederländischen Löwen verliehen.
Nach seinem Ausscheiden aus der Regierung wurde Stuijt am 1. Juni 1974 zunächst Vorstandsvorsitzender der Niederländischen Organisation für Angewandte Naturwissenschaftliche Forschung TNO (Nederlandse Organisatie voor toegepast-natuurwetenschappelijk onderzoek) und übte diese Funktion bis zum 1. Juni 1980 aus.
Danach wurde er am 2. Juni 1980 zum Mitglied des Staatsrates berufen, ein Verfassungsorgan zur Beratung der Regierung mit Sitz in Den Haag. Dort wirkte er bis zum 1. Juli 1984 als Staatsrat im außerordentlichen Dienst (Staatsraad in buitengewone Dienst).
Nach seinem Ausscheiden aus dem Staatsrat wurde er 1984 zum Kommandeur des Orden von Oranien-Nassau ernannt.

## Veröffentlichungen
- Betekenis van de lymphklierfunctie voor de diagnostiek van perifere lymphklierzwellingen, Dissertation, 1947